# 北九州市立大學
北九州市立大學（日语：／ The University of Kitakyushu），是一所本部位於福岡縣北九州市小倉南區北方四丁目2番1號的日本公立大学。1950年創校。簡稱北九大（きたきゅうだい）。
北九大原名「北九州大學」，2005年4月1日地方行政法人化之後，改稱現名。

## 概要

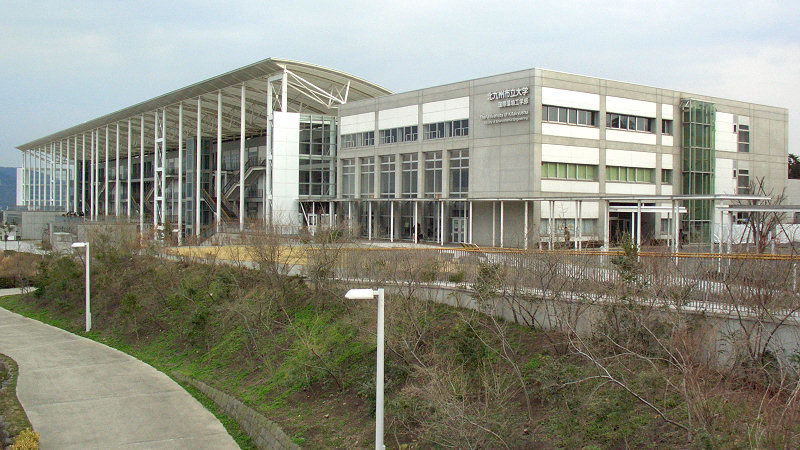
ひびきの校區

北九州市立大學轄有5個學部、8個研究科。教職員約250人，學生約6500人。這個規模，在全國非縣轄市的公立大學之中，是最大的。
人文科系（4學部1學群・7大學院研究科）位於北方校區，理學科系（1學部・1大學院）位於ひびきの校區。

## 沿革
- 1946年 - 小倉外事專門學校
- 1950年 - 北九州外國語大學
- 1953年 - 北九州大學
- 2001年 - 北九州市立大學

## 知名教授
- 國武豐喜 - 物理學家，日本學士院獎、文化勳章獲得者、
- 高偉俊 - 建築環境工学、都市工学者、日本工程院外籍院士(Foreign Associate、The Engineering Academy of Japan)

## 知名校友
- 東順治（日语：東順治） - 公明黨衆議院議員（1990-1996,1998-）
- 本田良一（日语：本田良一） - 民主黨参議院議員（1998-2004）
- 横光克彦 - 民主黨衆議院議員（1993-）
- 大家敏志（日语：大家敏志） - 自民黨参議院議員（2010-）
- 西川清之（日语：西川清之） - 龍谷大學教授

## 外部連結
- 北九州市立大學 （页面存档备份，存于）（日語）